# Библиотека центра за њемачки језик Глоса Бања Лука
Библиотека центра за њемачки језик Глоса Бања Лука је позајмна библиотека при Глоса-центру у Бања Луци, Република Српска, БиХ, основана 2018. године. Глоса-центар је отворен у БиХ 2011. године и данас броји мрежу пословница широм БиХ као и различитост делатности и програма које спроводи. Налази се на адреси Видовданска бр. 39.

## О Глоса центру
Глоса-центар Бања Лука, отворен 2011. године, је први акредитовани центар за немачки језик у Босни и Херцеговини акредитован од стране Гете института БиХ.

## Библиотека
Библиотека Глоса–центра за њемачки језик Бања Лука је отворена јула 2018. године. Отварањем библиотеке омогућено је свим заинтересованим грађанима посуђивање литературе на немачком језику.

### Фондови библиотеке
Фонд библиотеке чине књиге на немачком језику које омогућавају корисницима да побољшају вештину говора, слушања, читања или писања на немачком језику, тј. да усаврше вештину комуникације на немачком језику. 
Фонд библиотеке тренутно броји преко 400 различитих наслова. Ту су дечије књига, различити часописи, уџбеници за учење језика. У фонду се налазе и дела великана немачке књижевности, као што су Хајнрих Хајне, Гете, Томас Ман, Фридрих Ниче и Сигмунд Фројд.
Фонд је попуњаван донацијама књига из личних библиотека наставника Центра, као и од партнера Центра Гете института БиХ и Buybookа, који су такође учествовали у креирању ове библиотеке. Велики број књига донирао је Братислав Ракић из своје богате личне библиотеке.

### Услови коришћења фондова
Чланови и корисници Библиотеке центра за њемачки језик Глоса Бања Лука могу бити сви грађани. Чланарина је за све активне полазнике Глоса-центра бесплатна, а за остале грађане чланарина је симболична.